# Berg hercegség

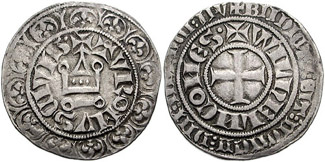
Vilmos bergi gróf (1360–1380) ezüstpénze

Berg hercegség történelmi fejedelemség, a Német-római Birodalom hűbéres állama. Körülbelül 1100-tól 1380-ig grófság, majd 1423-ig hercegség (Ducatus Montensis) a Rajna jobb partján; az Alsó-rajna–vesztfáliai körzet része. 1423-tól Berg és Jülich hercegség. Szomszédai:
- Köln választófejedelemség,
- Nassau-Siegen fejedelemség,
- Vesztfália hercegség,
- Mark grófság,
- Kleve hercegség,
- Mörs fejedelemség.

## Története
A népvándorlás után frankok telepedtek le itt; a kereszténység 700 körül vették fel. Berg grófjainak elődjei Deutz és Werden apátságok várnagyai voltak; Berg urát először 1101-ben kelt okiratban nevezik grófnak; Berg első gróf I. Adolf. Családjának férfiága 1222-ben kihalt, és ekkor a grófságot Limburgi Henrik, III. Adolf bergi gróf veje kapta meg. 1348-ban ismét kihalt a család férfiága, és a grófságot Jülich hercegének fia, Gerhard örökölte.
IV. Vencel cseh király 1380-ban herceggé emelte Gerhard fiát, II. Vilmost, és ezzel Berg hercegség lett. 1423-ban I. Adolf birtokaihoz csatolta Jülich hercegséget: ez időtől a XIX. század elejéig a két terület egy hercegség maradt: